# Federazione Sammarinese Pallavolo
La Federazione Sammarinese di Pallavolo (FSPAV) è un organismo sportivo affiliato al Comitato Olimpico Nazionale Sammarinese, alla Fédération Internationale de Volleyball e alla Confédération Européenne de Volleyball che ha il compito di promuovere la pratica della pallavolo e del beach volley nella piccola Repubblica e coordinarne le attività agonistiche.
È nata nel 1980 ad opera di alcuni insegnanti di educazione fisica sammarinesi, il primo presidente è stato Pier Celestino Amici.
In data 25 gennaio 2017 è stato votato dall'Assemblea Generale il Consiglio Federale così composto:
Presidente = Gianluigi  Lazzarini; Marco Gatti = Vice Presidente; Federico Valentini = Segretario Generale;  Gian Matteo Bollini = Tesoriere; Giuliano Andreini = Membro del Direttivo; Zafferani Mario = Membro del Direttivo; Teodosio Agatiello = Membro del Direttivo.
Le società affiliate alla Federazione sono la Beach & Park Volley, la Società Juvenes, la Società Virtus Acquaviva, la Beach Volley Titano.
La Federazione coordina inoltre l'attività delle nazionali maschile e femminile, tra le più vincenti nel panorama dei Giochi dei Piccoli Stati d'Europa.